# Arsiánský hřbet
Arsiánský hřbet (turecky Yalnızçam Dağları, gruzínsky არსიანის ქედი, Arsianis kedi) pohoří ve Východní Anatolie na severovýchodě Turecka a v Adžárii na jihozápadě Gruzie. Spojuje pohoří Malý Kavkaz s Arménskou vysočinou.
Arsiánský hřbet se táhne v severojižním směru v délce asi 150 km, přičemž střední a jižní část leží na území Turecka. Na severu je oddělen údolím řeky Adžarisckali od západního cípu Malého Kavkazu. Jihozápadní okraj hřbetu je ohraničen soutokem řek Oltu Çayı a Čoroch.
Hřbetem prochází rozvodí mezi řekami Čoroch na západě a Kura na východě. Nejvyšším vrcholem je Arsiani (turecky Yalnızçam, 3165 m n. m.) v turecké části nedaleko hranice s Gruzií.